# Unlicensed Use
Der englische Begriff Unlicensed Use (Übersetzung: „nicht zugelassene Verwendung“) bedeutet im Arzneimittelrecht die Behandlung mit einem Arzneimittel, das in dem Land, in dem es zur Anwendung kommt, keine Arzneimittelzulassung besitzt. Darunter fallen etwa Fertigarzneimittel, die in einem anderen Land eine Zulassung besitzen und von dort importiert werden (beispielsweise in Deutschland auf Basis des § 73 des Arzneimittelgesetzes).  Auch die Behandlung mit  Prüfpräparaten (die keiner Zulassung bedürfen) außerhalb klinischer Studien in Compassionate-Use-Indikationen ist ein Unlicensed Use.
Hingegen zählt die Behandlung mit Prüfpräparaten im Rahmen klinischer Studien nicht zum Unlicensed Use. Inwieweit die Verwendung von Rezeptur- und Defekturarzneimitteln, die ebenfalls nicht zulassungspflichtig sind, einem Unlicensed Use zuzurechnen ist, ist von Land zu Land verschieden: in den Niederlanden handelt es sich um Arzneimittel in einem Unlicensed Use, in Deutschland nicht. Die in der Schweiz in Formula officinalis und Formula magistralis  unterschiedenen Arzneimittel aus kleinmaßstäblicher Anfertigung zählen dort ebenfalls nicht zum Unlicensed Use.
Die Anwendung von Arzneimitteln im Unlicensed Use ist aus haftungsrechtlichen Gründen bedeutsam.